# 239-й истребительный авиационный полк
239-й истребительный авиационный Сталинградский полк — воинская часть Вооружённых сил СССР в Великой Отечественной войне.

## Наименования полка
За весь период своего существования полк несколько раз менял своё наименование:
- 239-й истребительный авиационный полк;
- 239-й истребительный авиационный Сталинградский полк;
- 181-й гвардейский истребительный авиационный Сталинградский полк;
- 181-й гвардейский истребительный авиационный Сталинградский полк ПВО;
- Войсковая часть (Полевая почта) 35532.

## История
Сформирован в 10 апреля 1941 года, на 22 июня 1941 года базировался в Эзере, входя в состав 6-й смешанной авиационной дивизии, но техники не имел. Личный состав был эвакуирован в тыл, где на вооружение полка поступили самолёты ЛаГГ-3.
В составе действующей армии во время ВОВ с 22 июля 1941 по 4 октября 1941, с 15 ноября 1941 по 24 марта 1942, с 10 июня 1942 по 24 августа 1942, с 23 сентября 1942 по 4 марта 1943 и с 1 июня 1943 по 19 августа 1944 года.
С 22 июля 1941 года действует в районах Рославль, Стодолище, Жуковка, Жиздра, поддерживает группу генерала Качалова (145-я, 149-я стрелковые, 104-я танковая дивизии), прикрывает 209-й штурмовой авиационный полк
В ноябре 1941 года полк перелетел на Северо-Западный фронт, действовал в районе Демянска, а с декабря 1941 года над Волховом, Будогощью, Тихвином, Киришами, поддерживал войска 2-й ударной армии в Любанской операции. В конце марта 1942 года выведен в резерв на переформирование и переобучение, получил самолёты Як-1.
В начале июня 1942 года прибыл на аэродром близ Старого Оскола, действует в районе Касторное, Щигры, Старый Оскол и к концу июня 1942 года в полку уже не оставалось исправных самолётов, остатки полка эвакуировались под огнём через Лиски, Острогожск
| Ла-7 | Ла-5 | ЛаГГ-3 |

В августе-сентябре 1942 года был пополнен и вновь переобучен, на этот раз на самолёты Ла-5 и в конце сентября 1942 года перелетел под Сталинград, в ходе обороны Сталинграда и последующей операции по окружению войск противника действует непосредственно над городом и в окрестностях. В феврале-марте 1942 года действует в Ростовской области, Ставропольском крае. В начале марта 1943 года выведен в резерв, вновь поступил на передовую в июне 1943 года и в июне-июле 1943 года ведёт бои на Кубани и в районе Новороссийска.
В июле 1943 года перелетел на Курскую дугу. На 1 августа 1943 года в полку насчитывалось 29 Ла-5. В ходе Белгородско-Харьковской операции действует в районе Томаровки, Ахтырки, Козычево. В ожесточённых боях полк нёс большие потери, уже на 15 августа 1943 года в полку осталось лишь 5 самолётов, из них не было ни одного исправного (к концу дня 2 было введено в строй) 20 августа и 21 августа 1943 года полк в частности над посёлком Котельва потерял последние исправные самолёты и 22 августа был выведен в резерв фронта. Вновь приступил к боевой работе только в середине октября 1943 года, прикрывал переправы через Днепр и главные силы фронта на Букринском плацдарме, в феврале 1944 года принимал участие в Корсунь-Шевченковской операции, в марте в Проскуровско-Черновицкой операции, в частности обеспечивая деятельность 202-й бомбардировочной и 264-й штурмовой дивизий.
В мае-июне 1944 года базировался на аэродроме близ города Черновицы, прикрывал район, выполнял отдельные задания по разведке войск и аэродромов в частности в районе города Станислав, в июле 1944 года перелетел в Стрый, где приказом НКО СССР от 19 августа 1944 года № 0270 полк был преобразован в 181-й гвардейский истребительный авиационный полк.

## Подчинение
| Дата            | Фронт (округ)             | Армия                | Корпус (группа)                        | Дивизия                                  | Примечания        |
| --------------- | ------------------------- | -------------------- | -------------------------------------- | ---------------------------------------- | ----------------- |
| 01.08.1941 года | Резервный фронт           | -                    | -                                      | -                                        | -                 |
| 01.09.1941 года | -                         | -                    | -                                      | -                                        | нет данных        |
| 01.10.1941 года | -                         | -                    | -                                      | -                                        | нет данных        |
| 01.11.1941 года | -                         | -                    | -                                      | -                                        | нет данных        |
| 01.12.1941 года | Северо-Западный фронт     | -                    | -                                      | -                                        | точных данных нет |
| 01.01.1942 года | Волховский фронт          | 4-я армия            | 3-я резервная авиационная группа       | -                                        | -                 |
| 01.02.1942 года | Волховский фронт          | 4-я армия            | 3-я резервная авиационная группа       | -                                        | -                 |
| 01.03.1942 года | Волховский фронт          | 4-я армия            | 3-я резервная авиационная группа       | -                                        | -                 |
| 01.04.1942 года | Резерв Ставки ВГК         | -                    | -                                      | -                                        | -                 |
| 01.05.1942 года | Приволжский военный округ | -                    | -                                      | -                                        | -                 |
| 01.06.1942 года | Приволжский военный округ | -                    | -                                      | -                                        | -                 |
| 01.07.1942 года | Брянский фронт            | 2-я воздушная армия  | -                                      | 266-я истребительная авиационная дивизия | -                 |
| 01.08.1942 года | Брянский фронт            | 2-я воздушная армия  | -                                      | 266-я истребительная авиационная дивизия | -                 |
| 01.09.1942 года | Резерв Ставки ВГК         | -                    | -                                      | -                                        | -                 |
| 01.10.1942 года | Резерв Ставки ВГК         | -                    | 1-й истребительный авиационный корпус  | 235-я истребительная авиационная дивизия | -                 |
| 01.11.1942 года | Ставка ВГК                | -                    | 1-й истребительный авиационный корпус  | 235-я истребительная авиационная дивизия | -                 |
| 01.12.1942 года | Резерв Ставки ВГК         | -                    | -                                      | 235-я истребительная авиационная дивизия | -                 |
| 01.01.1943 года | Южный фронт               | 8-я воздушная армия  | -                                      | 235-я истребительная авиационная дивизия | -                 |
| 01.02.1943 года | Южный фронт               | 8-я воздушная армия  | 2-й смешанный авиационный корпус       | 235-я истребительная авиационная дивизия | -                 |
| 01.03.1943 года | Южный фронт               | 8-я воздушная армия  | 2-й смешанный авиационный корпус       | 235-я истребительная авиационная дивизия | -                 |
| 01.04.1943 года | Юго-Западный фронт        | 17-я воздушная армия | 7-й смешанный авиационный корпус       | 235-я истребительная авиационная дивизия | -                 |
| 01.05.1943 года | Юго-Западный фронт        | 17-я воздушная армия | 7-й смешанный авиационный корпус       | 235-я истребительная авиационная дивизия | -                 |
| 01.06.1943 года | Резерв Ставки ВГК         | -                    | -                                      | 235-я истребительная авиационная дивизия | -                 |
| 01.07.1943 года | Северо-Кавказский фронт   | 4-я воздушная армия  | 7-й смешанный авиационный корпус       | 235-я истребительная авиационная дивизия | -                 |
| 01.08.1943 года | Воронежский фронт         | 2-я воздушная армия  | 10-й истребительный авиационный корпус | 235-я истребительная авиационная дивизия | -                 |
| 01.09.1943 года | Воронежский фронт         | 2-я воздушная армия  | 10-й истребительный авиационный корпус | 235-я истребительная авиационная дивизия | -                 |
| 01.10.1943 года | Воронежский фронт         | 2-я воздушная армия  | 10-й истребительный авиационный корпус | 235-я истребительная авиационная дивизия | -                 |
| 01.11.1943 года | 1-й Украинский фронт      | 2-я воздушная армия  | 10-й истребительный авиационный корпус | 235-я истребительная авиационная дивизия | -                 |
| 01.12.1943 года | 1-й Украинский фронт      | 2-я воздушная армия  | 10-й истребительный авиационный корпус | 235-я истребительная авиационная дивизия | -                 |
| 01.01.1944 года | 1-й Украинский фронт      | 2-я воздушная армия  | 10-й истребительный авиационный корпус | 235-я истребительная авиационная дивизия | -                 |
| 01.02.1944 года | 1-й Украинский фронт      | 2-я воздушная армия  | 10-й истребительный авиационный корпус | 235-я истребительная авиационная дивизия | -                 |
| 01.03.1944 года | 1-й Украинский фронт      | 2-я воздушная армия  | 10-й истребительный авиационный корпус | 235-я истребительная авиационная дивизия | -                 |
| 01.04.1944 года | 1-й Украинский фронт      | 2-я воздушная армия  | 10-й истребительный авиационный корпус | 235-я истребительная авиационная дивизия | -                 |
| 01.05.1944 года | 1-й Украинский фронт      | 2-я воздушная армия  | 10-й истребительный авиационный корпус | 235-я истребительная авиационная дивизия | -                 |
| 01.06.1944 года | 1-й Украинский фронт      | 2-я воздушная армия  | 10-й истребительный авиационный корпус | 235-я истребительная авиационная дивизия | -                 |
| 01.07.1944 года | 1-й Украинский фронт      | 2-я воздушная армия  | 10-й истребительный авиационный корпус | 235-я истребительная авиационная дивизия | -                 |
| 01.08.1944 года | 1-й Украинский фронт      | 2-я воздушная армия  | 10-й истребительный авиационный корпус | 235-я истребительная авиационная дивизия | -                 |

## Командиры
- майор, подполковник Курочкин Алексей Иннокентьевич[5], 06.1941 — 30.09.1943
- майор Ванжа Вакула Николаевич[5], 01.10.1943 — 10.1944
- майор, Мурашев Алексей Андрианович[5], 10.1944 — 06.1945

## Награды и наименования
| Награда        | Дата       | За что получена |
| -------------- | ---------- | --- |
| Сталинградский | 04.05.1943 | За показанные образцы мужества и геройства в борьбе против фашистских захватчиков в битве за Сталинград и в целях дальнейшего закрепления памяти о героических подвигах сталинских соколов приказом НКО СССР № 207 от 04.05.1943 г. |

## Отличившиеся воины полка
| Награда | Ф. И. О.                    | Звание            | Должность                        | Дата       | Примечания                  |
| ------- | --------------------------- | ----------------- | -------------------------------- | ---------- | --------------------------- |
|         | Басулин, Евгений Дмитриевич | капитан           | командир эскадрильи              | 28.09.1943 |                             |
|         | Блохин, Иван Иванович       | майор             | штурман полка                    | 28.09.1943 |                             |
|         | Дудниченко, Виктор Маркович | старший лейтенант | заместитель командира эскадрильи | 01.07.1944 |                             |
|         | Кузьмин, Георгий Павлович   | майор             | командир эскадрильи              | 28.09.1943 | погиб 18.08.1943            |
|         | Лавроненко, Иван Васильевич | старший лейтенант | заместитель командира эскадрильи | 26.10.1944 | посмертно, погиб 06.06.1944 |